# Senna durangensis
Senna durangensis är en ärtväxtart som först beskrevs av Joseph Nelson Rose, och fick sitt nu gällande namn av Howard Samuel Irwin och Rupert Charles Barneby. Senna durangensis ingår i släktet sennor, och familjen ärtväxter.

## Underarter
Arten delas in i följande underarter:
- S. d. durangensis
- S. d. iselyi